# Mikehowardita
La mikehowardita és un mineral de la classe dels fosfats. Rep el nom en honor de J. Michael (Mike) Howard, exgeòleg de la Comissió Geològica d'Arkansas.

## Característiques
La mikehowardita és un vanadat de fórmula química Fe3+₄(V5+O₄)₄(H₂O)₂·H₂O. Va ser aprovada com a espècie vàlida per l'Associació Mineralògica Internacional l'any 2020, sent publicada l'any 2022. Cristal·litza en el sistema triclínic.
Les mostres que van servir per a determinar l'espècie, el que es coneix com a material tipus, es troben conservades a les col·leccions mineralògiques del Museu d'Història Natural del Comtat de Los Angeles, a Los Angeles (Califòrnia) amb els números de catàleg: 75041 i 75042.

## Formació i jaciments
Va ser descoberta a la mina Union Carbide, situada a Wilson Springs, dins el comtat de Garland (Arkansas, Estats Units), on es troba en forma de petits cristalls prismàtics de fins a 0,15 mm, associada a donowensita. Aquesta mina estatunidenca és l'únic indret de tot el planeta on ha estat descrita aquesta espècie mineral.